# Albert Dege
Johann Jacob Albert Dege(n) (* 19. September 1831 in Mergentheim; † im 19. oder 20. Jahrhundert) war ein deutscher Apotheker und Politiker.

## Leben
Dege war der Sohn des Mergentheimer Stadtschultheißen Franz Matthäus Johann Friedrich Dege(n) und dessen Ehefrau Maria Anna Margarethe geborene Kinzinger. Er war ursprünglich römisch-katholischer und später evangelisch-lutherischer Konfession und heiratete am 7. November 1861 in der evangelischen Kirche von Clingen Caroline Friederike Louise geborene Röse, verwitwete Markscheffel (* 27. Oktober 1826 in Clingen), die Tochter des Ölmühlenbesitzers Gottlob Friedrich Christian Röse in Clingen.
Dege zog 1859 von Mergentheim nach Sondershausen. Dort war er Apotheker und wird 1861 als Hofapotheker genannt. Am 18. Juli 1861 wurde die Apotheke bei einem Feuer zerstört. 1869 wird Dege als Besitzer der Wippermühle und 1896 als Gutsbesitzer in Hohenebra genannt. 1891 ist er Fabrikbesitzer in Sondershausen. 1884 wird er als Amtmann bezeichnet, 1892 als Vorstandsmitglied des landwirtschaftlichen Bezirksvereins zu Sonderhausen genannt. Am 18. September 1896 verzog er nach Friedrichshagen bei Berlin, ist dort aber nicht verstorben.
Zwischen 1872 und 1891 war er langjährig mit Lücken Stadtverordneter in Sondershausen. Vom 25. August 1876 bis zum 31. Dezember 1879 war er Abgeordneter im Landtag des Fürstentums Schwarzburg-Sondershausen.